# Günther Maaß
Günther Maaß (* 28. April 1909 in Erfurt; † 23. Oktober 1975) war ein deutscher Jurist und Richter am Bundesgerichtshof.
Maaß war von 1935 bis 1936 Assessor beim Landgericht Erfurt. Er ging in die freie Wirtschaft und war von 1936 bis 1944 Syndikus des Unternehmens William Prym in Stolberg. Nach Ende des Zweiten Weltkriegs kehrte er in den Justizdienst zurück und kam 1945 an das Landgericht Aachen, dessen Direktor er ab 1946 war. 1953 wurde er zum Bundesrichter am Bundesgerichtshof ernannt. 1972 trat er in den Ruhestand.

## Ehrungen
- 1972: Großes Verdienstkreuz der Bundesrepublik Deutschland[1]